# Aalwar
Aalwar (tamilski: ஆழ்வார்) – indyjski thriller w języku tamilskim wyreżyserowany w 2007 roku przez Chella. W rolach głównych Ajith Kumari Asin Thottumkal, którzy razem odnieśli sukces w Varalaru. Akcja filmu rozgrywa się w stolicy Tamilnadu w Ćennaj. Tematem filmu jest rozprawa z przemocą metodą "oko za oko". Shiva (Ajith Kumar) zabija przestępców przedstawiając się zabijanym jako karzący ich za grzechy Bóg.

## Opis fabuły
Akcja filmu rozgrywa się w Ćennaj. Przed posterunkiem policji znaleziono ciężarówkę ze zwłokami trzech przestępców. Zarówno policja, jak i mafia gorączkowo poszukuje zabójcy. Świadkowie zeznają, że przestępcy zostali ukarani śmiercią przez boga Ramę. Aby zapewnić sobie bezpieczny przejazd, przemytnicy bimbru w Maduraj porywają autobus z dziećmi. Dochodzi do wypadku i dzieci pochłania ogień, co powoduje rozpacz rodzin. Zleceniodawca przemytu poznaje przed śmiercią ból swoich ofiar. Płonie żywcem podpalony przez niebieskoskórego boga Krysznę. Świadkowie zabójstw wierzą, że to sami bogowie – Rama i Kryszna – wcielają się w kogoś, aby pomścić krzywdę bezbronnych. Policja w sklepach z rekwizytami teatralnymi poszukuje śladów człowieka, który morduje, przebierając się za hinduskich bogów.

## Obsada
| Aktor(ka)       | Rola         |
| --------------- | ------------ |
| Ajith Kumar     | Aalwar/Shiva |
| Asin Thottumkal | Priya        |
| Vivek           | Pons         |
| Keerthi Chawla  | Madhu        |
| Manorama        | Chachu       |
| Geetha          |              |

## Piosenki
| Piosenkę        | śpiewa(ją)                                                                |  |
| --------------- | ------------------------------------------------------------------------- |  |
| Solli Tharava   | Sadhana Sargam, Muhamad Salamad                                           |  |
| Pidikkum        | Madhushree                                                                |  |
| Anbulla Kadhali | Kunal, Kushbu                                                             |  |
| Pallandu        | Unnikrishnan, Senthildas                                                  |  |
| Mayile Mayile   | Srikanth Deva, Senthildas, Roshini, Suruthipriya, Arjun Thamas, Sujavitha |  |